# Pau Figueras Vilà
Pau Figueras Vilà (la Canonja, 11 de febrer de 1882 - Reus, 19 de febrer de 1942) fou un escultor català, fill de Josep Figueras Inglès de Botarell i de Rosa Vilà Jaumà de Reus. De molt jove vingué a viure a Reus i se sentia plenament un artista local.
Assistí a classes nocturnes a l'Escola Municipal d'Arts i Oficis de Reus mentre feia el seu aprenentatge a l'Acadèmia Fargas. Posteriorment anà a Barcelona a treballar al taller de Casa Rius dedicat a la realització d'imatges de sants. Simultàniament inicià estudis a l'Escola de Belles Arts amb el mestre Borràs i Abella. Als 17 anys retornà a Reus i s'establí al propi domicili familiar del carrer de Sant Antoni i posteriorment es traslladà a un taller del raval de Robuster número 25 (també tingué taller a la placeta de Sant Francesc i al carrer del Carme). En aquest taller s'iniciaren artistes reusencs com Joan Rebull Torroja, Modest Gené Roig, Ceferí Olivé Cabré o Ramon Ferran i Pagès.

## Obra
Pau Figueras treballà preferentment la fusta però també el marbre, el bronze i el fang. Moltes de les seves obres eren de tipus religiós. El 1907 havia tallat i daurat una imatge de l'infant Jesús i de l'Àngel de la Guarda i el 1910 tallà i daurà una imatge de Sant Josep per a l'Església de Mérida (Mèxic) i realitzà un bust en fang del Doctor Robert.
El 1912 tallà i daurà una imatge de Sant Josep per a l'església de Mérida, a Mèxic i exposà escultures de Sant Miquel i Sant Rafael. El 1913 exposà un cap de lleó en fang i caracteritzà personatges per a l'escena en el teatre del Patronat Obrer de Sant Josep de Reus. El 1915 exposà en guix la figura del que anava a ser un gran pianista, el jove Pablito Martí de Reus i restaurà una valuosa arqueta. El 1916 donà a conèixer un retrat a l'estampa. El 1919 tallà per al Patronat de Sant Josep Obrer una imatge del Sagrat Cor i el 1921 exposà a cal Marquet del carrer de Monterols una Mare de Déu de Misericòrdia, de la qual, després tantes tallà i emmotllurà en fang.
El 1925 tallà una imatge reproducció de la Mare de Déu de Montserrat per a la família d'Enric Prats i Martí, i el 1928 una Dolorosa per a l'església de Salou. L'Ajuntament de Reus li encarregà la restauració de la font del Rei quan la traslladaren de lloc. El 1932 feu la imatge de la Moreneta per a l'altar de l'església de Sant Joan. Altres obres de l'artista són al museu de Reus, com una imatge de Sant Tarsici i un grup d'àngels en glòria. Realitzà el retaule de l'ermita del Roser de Vallmoll, un Sant Antoni i alguna altra imatge de la parròquia de Sant Sebastià de la Canonja.
Degut a la seva poca estatura, cosa que no l'acomplexà mai, treballava pujat damunt d'un tamboret. Segons Amigó, se'l coneixia com "el Pauet nano" i "l'escultor nano".

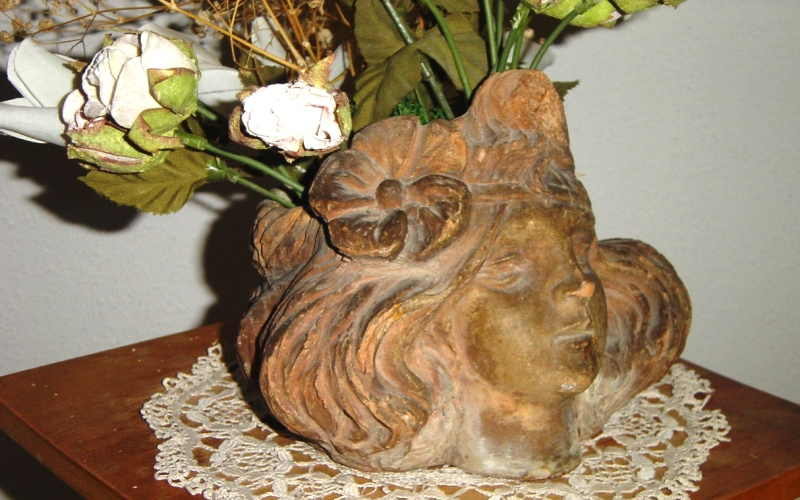
Una torreta (test) de fang
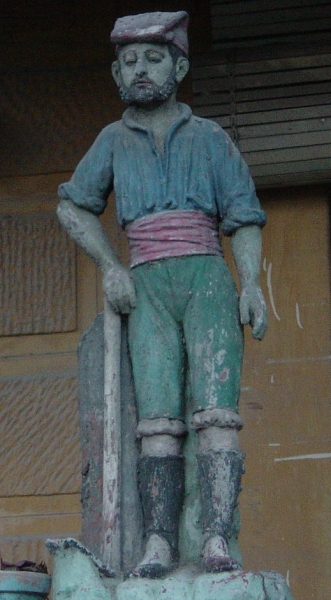
Escultura d'un pagès
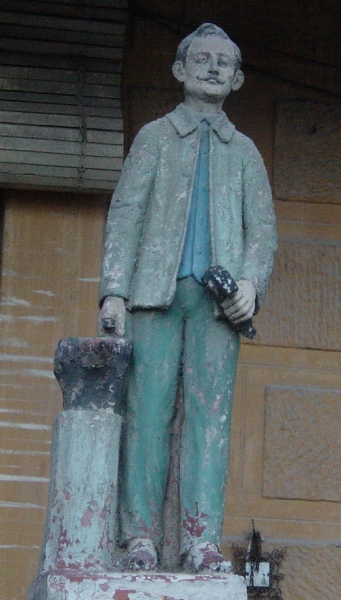
Escultura d'un senyor
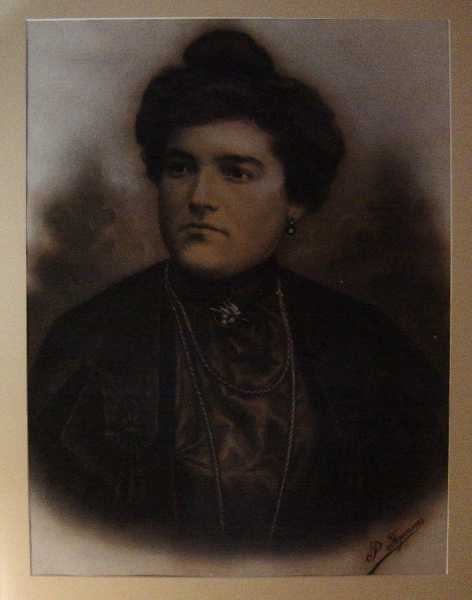
Dibuix al carbó de la seva germana Rosa
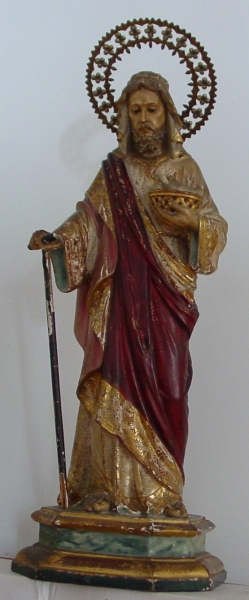
Sant Joaquim
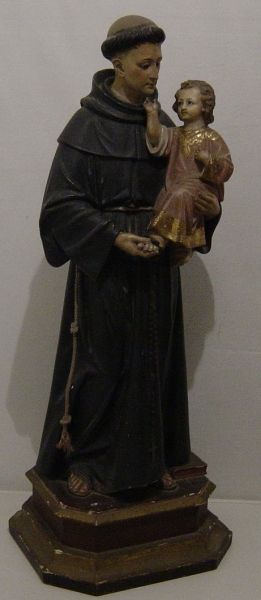
Sant Antoni de Pàdua
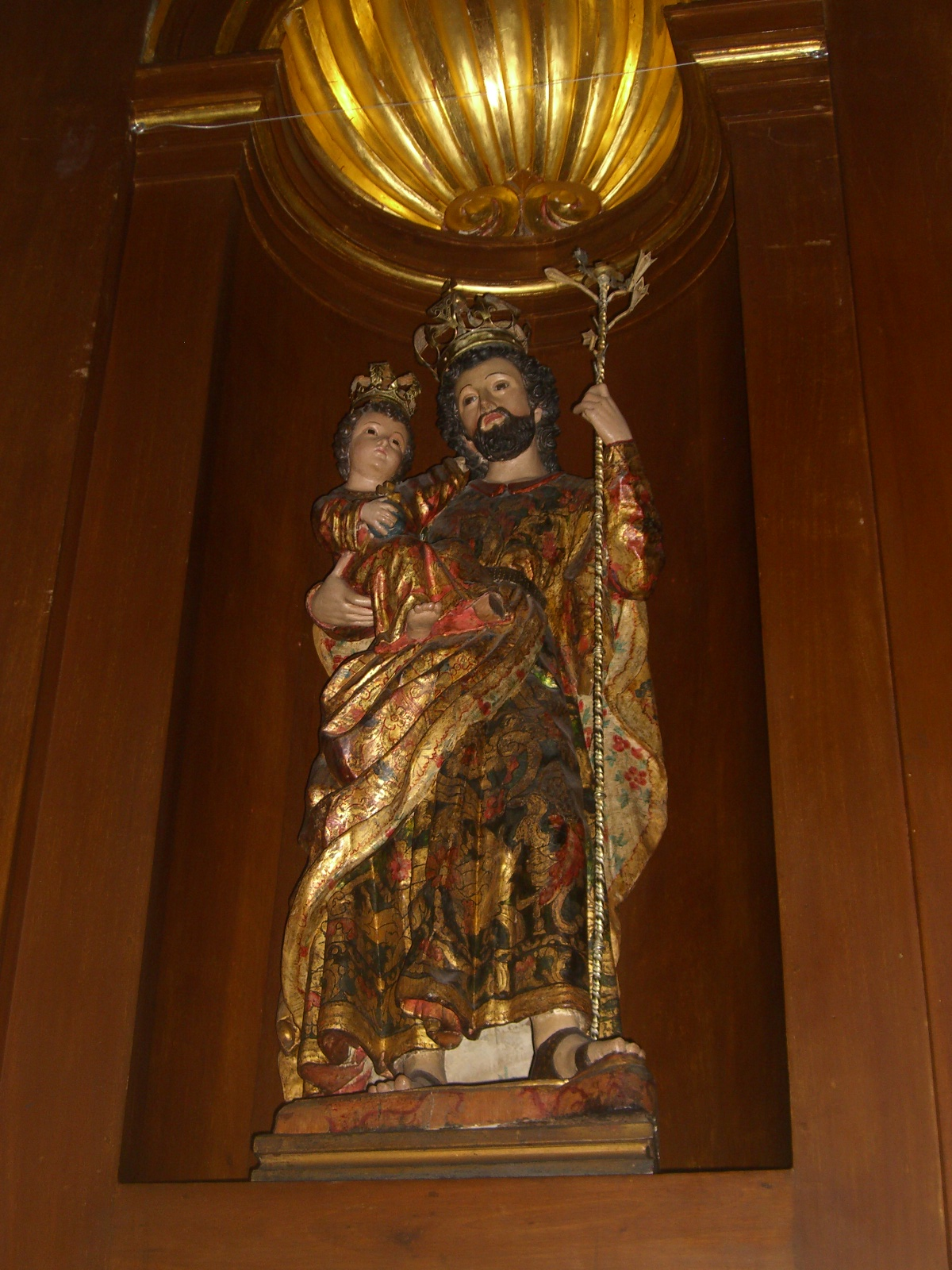
Sant Josep, Mérida, Mèxic